# Пустовіти (Кременчуцький район)
Пустові́ти — село в Україні, в Омельницькій сільській громаді Кременчуцького району Полтавської області. Населення становить 67 осіб. Орган місцевого самоврядування — Омельницька сільська рада.

## Географія
Село Пустовіти знаходиться на лівому березі річки Сухий Омельник, вище за течією примикає село Писарщина. Примикає до села Варакути.